# Certificado ao Patriota

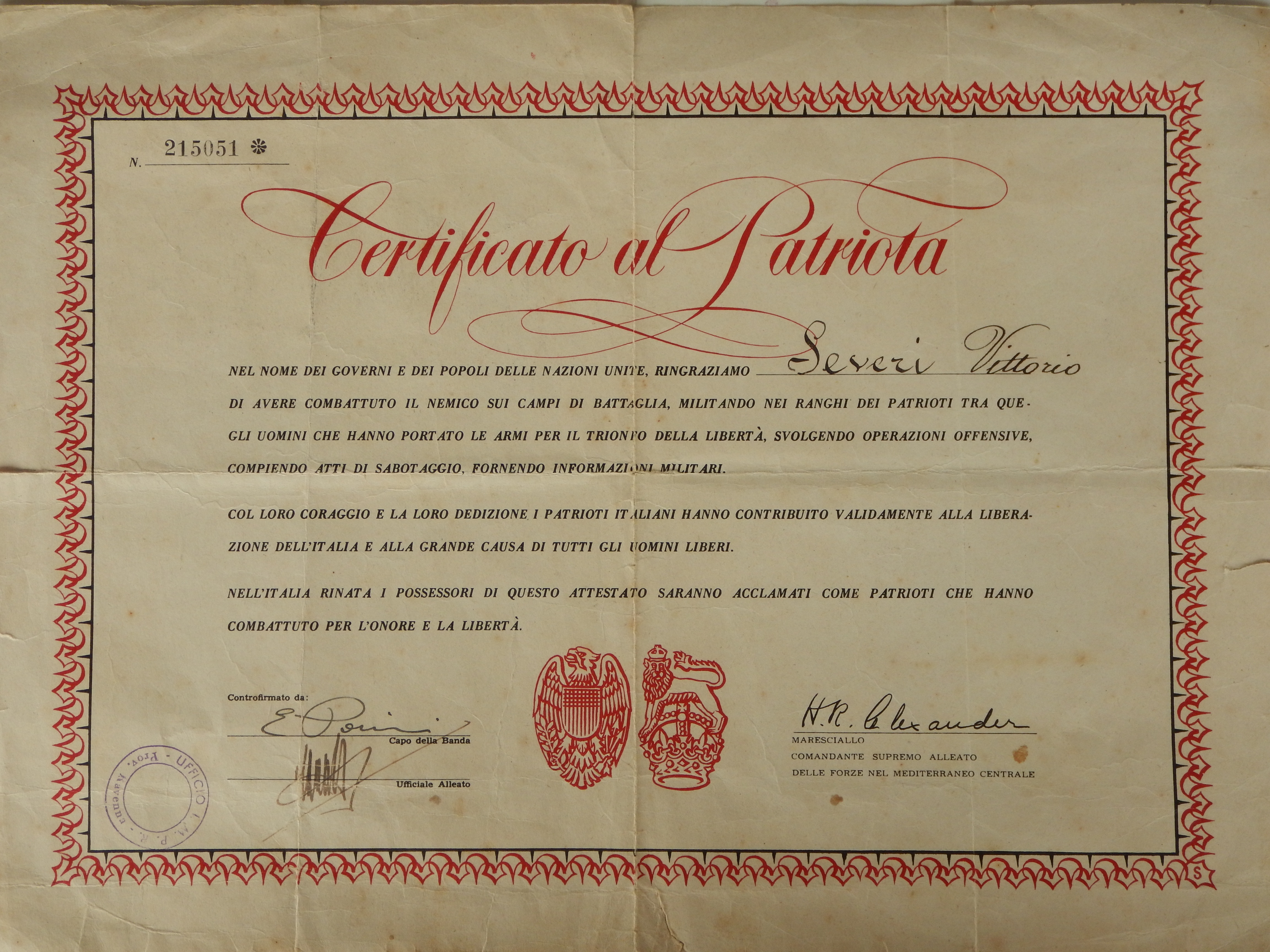
Certificado ao Patriota conferido aos membros da resistência italiana pelo marechal inglês H.R.Alexander.

Certificado ao Partiota (em italiano Certificato al Patriota) foi um documento dado aos partidários do movimento de resistência italiana durante e após a Segunda Guerra Mundial. Era assinado pelo marechal britânico Harold Alexander, comandante das forças aliadas no Mediterrâneo, atestando a colaboração ativa com as forças aliadas na luta contra os nazi fascistas. 
Um dos primeiro deles foi atribuído a Nello Iacchini que, em 26 de agosto de 1944, salvou a vida do próprio Marechal e do primeiro-ministro britânico Winston Churchill durante uma visita à Itália.
Entre aqueles que receberam o certificado está Raffaele Cadorna Jr., um dos veteranos da Primeira Guerra Mundial que comandou as forças da resistência italiana contra a ocupação nazista no norte da Itália na Segunda Guerra Mundial.

## O texto
Em nome dos governos e povos das Nações Unidas, agradecemos a [NOME e PSEUDÔNIMO] por ter combatido o inimigo nos campos de batalha nas fileiras patriota, entre esses homens, lutaram para o triunfo de liberdade, o desenvolvimento de operações ofensivas, fazendo atos de sabotagem e dando informações militares. Com a sua coragem os patriotas italianos contribuíram muito para a libertação da Itália e da grande causa de todos os homens livres. Na re-nascida Itália, os possuidores deste certificado serão considerados como patriotas que lutaram pela honra e pela liberdade.
H.R. Alexander, Marechal de Campo, Comandante Supremo Aliado, Teatro Mediterrâneo.